# 주창일
주창일(朱昌日, 생년 미상 ~ )은 조선민주주의인민공화국의 정치인이다. 조선로동당 중앙위원회 정치국 후보위원으로 당 중앙비서국 선전선동부장이다.

## 경력
2008년 김일성종합대학 강좌장으로 박사 학위를 받았으며, 철학부 학부장과 부총장을 지냈다. 2021년 6월 당 중앙위원회 전원회에서 중앙위 후보위원으로 선출되었고, 2022년 2월 당 중앙비서국 선전선동부장으로 임명되었다. 이후 12월말에 개최된 조선로동당 제8기 제6차전원회의 확대회의(전원회의)에서 당 중앙위 정치국 후보위원으로 선출되었다.